# Zračna luka Mahšaher
Zračna luka Mahšaher (IATA kod: MRX, ICAO kod: OIAM) smještena je nedaleko od lučkog grada Mahšahera u jugozapadnom dijelu Irana odnosno pokrajini Huzestan. Nalazi se na nadmorskoj visini od 2 m. Zračna luka ima jednu asfaltiranu uzletno-sletnu stazu dužine 2705 m, a koristi se samo za tuzemne letove. Zračni prijevoznici koji nude redovne letove u ovoj zračnoj luci uključuju Caspian Airlines (iz/u: Teheran-Mehrabad), Kish Air (iz/u: Isfahan, Teheran-Mehrabad) i Mahan Air (iz/u: Teheran-Mehrabad).

## Vanjske poveznice
- (engl.) [neaktivna poveznica]
- (engl.) DAFIF, Great Circle Mapper: MRX